# Stanislas Baudry (évêque)
 (août 2022).
Pour les articles homonymes, voir Stanislas Baudry et Baudry.
Stanislas-Gabriel-Henri Baudry est un prélat catholique français né le 27 novembre 1887 à La Pommeraie-sur-Sèvre et mort le 6 août 1954 à Paris. 

## Décoration
- Chevalier de la Légion d'honneur en 1953[1]